# Banana Yoshimoto
Banana Yoshimoto (吉本 ばなな, Yoshimoto Banana) (Tokio, 24 juli 1964) is het pseudoniem van de Japanse schrijver Mahoko Yoshimoto (吉本 真秀子, Yoshimoto Mahoko).

## Biografie
Banana Yoshimoto werd geboren in Tokio op 24 juli 1964. Haar vader is de beroemde dichter en criticus Takaaki Yoshimoto, en haar zus, Haruno Yoiko, is een bekende cartoonist in Japan. Zij was de inspiratie voor Banana Yoshimoto om te beginnen met schrijven. Yoshimoto studeerde af aan Nihon university's College of Art met een hoofdvak in literatuur. Terwijl ze daar studeerde, nam ze het pseudoniem 'Banana' aan, naar haar liefde voor bananenbloemen; een naam die ze herkent als zowel 'schattig' als 'doelbewust androgyn'.

## Kitchen
Yoshimoto begon haar schrijfcarrière in 1988. Haar debuut, Kitchen, had alleen al in Japan meer dan 60 drukken en zorgde voor zoveel ophef dat de mediahype over Yoshimoto in Japan Bananamania werd genoemd.
In november 1987 won Yoshimoto de Kaien Newcomers' Literary Prize voor Kitchen. In 1988 werd de roman genomineerd voor de Mishima Yukio-prijs en in 1988 ontving het de aanbeveling van de minister van Onderwijs voor beste nieuwkomer. Voor de novelle Moonlight Shadow, die is opgenomen in de meeste edities van Kitchen, won ze in 1988 de Izumi Kyōka-prijs voor literatuur.
In Nederland is Kitchen in 1993 vertaald onder de titel Kitchen door E. Kaneshiro-Jager bij uitgeverij Atlas-Contact. In haar boek Japan in honderd kleine stukjes refereert Paulien Cornelisse aan Banana Yoshimoto: "Ik werd fan van Banana Yoshimoto, schrijfster van het boek Kitchen." Een nieuwe vertaling van Kitchen kwam uit in 2022. Banana Yoshimoto gebruikte voor de titel van haar boek het Engelse leenwoord 'Kitchin' in het Japans, in het katakana-schrift, en niet het Japanse woord voor keuken daidokoro.

## Publicaties
Yoshimoto's werken omvatten meer dan twaalf romans en meerdere essaybundels, waarvan samen wereldwijd meer dan zes miljoen exemplaren zijn verkocht. Naast Kitchen is ook haar roman N.P. in het Nederlands vertaald. In 2025 werd haar roman Moshi Moshi vertaald in het Nederlands door Maarten Liebregts. 

## Thema's
Haar werken beschrijven de problemen waarmee jongeren worden geconfronteerd, het stedelijk existentialisme en tieners die gevangen zitten tussen verbeelding en realiteit. Yoshimoto zegt dat haar twee hoofdthema's zijn "de uitputting van jonge Japanners in het hedendaagse Japan" en "de manier waarop vreselijke ervaringen iemands leven vormen". Het effect van verlies op de menselijke geest speelt een belangrijke rol in haar werk. Eten en dromen zijn terugkerende thema's in haar werk en worden vaak geassocieerd met herinneringen en emoties. Haar romans en novelles verkennen de rol van vrouwen, feminisme en gender in de hedendaagse Japanse maatschappij.

## Onderscheidingen
Naast Kitchen werd in maart 1989 Yoshimoto's roman Goodbye Tsugumi bekroond met de Yamamoto Shugoro-prijs. In 1994 werd haar eerste lange roman, Amrita, bekroond met de Murasaki-shikibu-prijs.
Buiten Japan werden haar in Italië prijzen toegekend: de Scanno Literatuurprijs in 1993, de Fendissime Literatuurprijs in 1996, de Literatuurprijs Maschera d'Argento in 1999 en de Capri Award in 2011.
The Lake stond op de shortlist van de Man Asian Literary Prize 2011.

## Nederlandse Bibliografie (selectie)
| Jaar (origineel) | Titel (origineel) | Titel vertaling (Nederlands) | Jaar (vertaling) | Uitgever (vertaling)     | ISBN (vertaling) | Vertaler           |
| ---------------- | ----------------- | ---------------------------- | ---------------- | ------------------------ | ---------------- | ------------------ |
| 1988             | Kitchen キッチン  | Kitchen                      | 1993             | uitgeverij Atlas-Contact | 9789025401856    | E. Kaneshiro-Jager |
| 1990             | N.P.              | N.P.                         |                  | uitgeverij Atlas-Contact | 9789025407216    |                    |
| 1988             | Kitchen キッチン  | Kitchen                      | 2022             | uitgeverij Das Mag       | 9789493248441    | Maarten Liebregts  |
| 2010             | Moshi Moshi       | Moshi Moshi                  | 2025             | uitgeverij Das Mag       | 9789493399143    | Maarten Liebregts  |